# Siola d’oro
La Siola d’oro (deutsch: Die Goldene Schwalbe) ist eine Auszeichnung für Opernsängerinnen aus dem Koloraturfach, die seit 1983 alle zwei Jahre von der italienischen Stadt Gatteo in Erinnerung an die italienische Sängerin Lina Pagliughi (1907–1980) verliehen wird.

## Preis
Die Siola d’oro wird in Form einer Brosche mit Diamanten in der Gestalt einer Schwalbe verliehen. Das Schmuckstück hat einen Wert von rund 20.000 € (Stand: 2013).

## Preisträgerinnen
Bislang wurde die Siola d'oro folgenden Koloratursängerinnen verliehen:
| - 1983: Luciana Serra Italien - 1985: June Anderson USA - 1987: Mariella Devia Italien - 1989: Enedina Lloris Spanien - 1991: Denia Mazzola Gavazzeni Italien - 1993: Sumi Jo Südkorea - 1995: Valeria Esposito Italien - 1997: Patrizia Ciofi Italien |  | - 2000: Elizabeth Vidal Frankreich - 2003: Stefania Bonfadelli Italien - 2005: Annick Massis Frankreich - 2007: Joan Sutherland Australien - 2009: Elena Mosuc Rumänien/Schweiz - 2011: Pretty Yende Südafrika - 2013: Jessica Pratt Australien - 2015: Olga Peretyatko Russland |